# FC Lada Toliatti

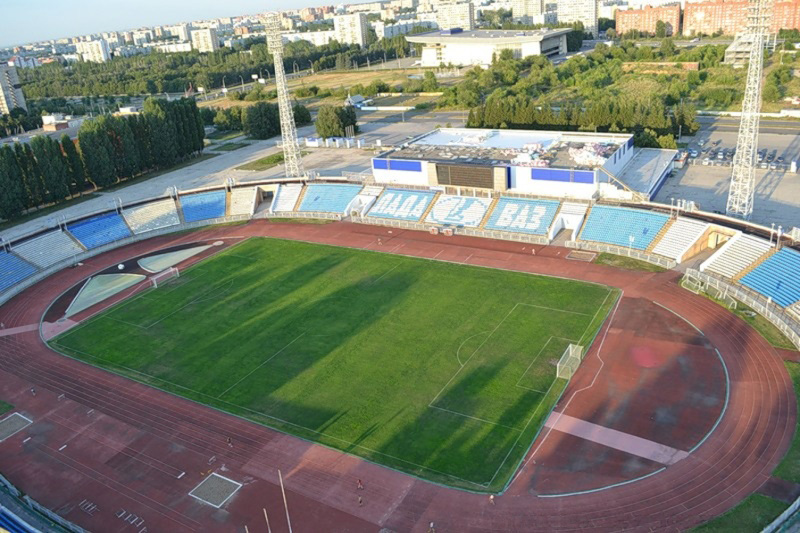
Estadio Torpedo del Lada Toliatti.

El FC Lada Toliatti (del ruso: ФК «Лада» Тольятти) es un club de fútbol ruso de la ciudad de Toliatti, fundado en 1970. El club disputa sus partidos como local en el estadio Torpedo y juega en la Segunda División de Rusia, el tercer nivel en el sistema de ligas ruso.
En marzo de 2010, el club fue excluido de la Segunda División, junto a otro equipo de Toliatti, el FC Togliatti, y se fusionaron en el FC Akademiya Togliatti. Sin embargo, el club actual y original Lada Toliatti fue refundado en 2012 y continuó compitiendo.

## Historia
El club fue fundado en 1970 tras la fusión de dos equipos, el «Khimik» Tolyatti y el «Metallurg» Kuybyshev. El club resultante fue denominado Torpedo Tolyatti y era propiedad de la empresa de automóviles VAZ. El equipo jugó en la Segunda Liga Soviética hasta la disolución de la URSS. En 1988 el club pasó a llamarse Lada por la marca de automóviles de la fábrica VAZ.
Desde su entrada en la Primera División de Rusia en 1992, el Lada ha experimentado una serie de movimientos en las divisiones. El club jugó en la Liga Premier de Rusia en 1994 y 1996, descendió a la Primera División en 1992-1993, 1995, 1997-1998, 2000-2003 y 2006, y en la Segunda División en 1999 y 2004-2005. Los dos periodos en la Liga Premier no tuvieron éxito y el Lada terminó el último. Sin embargo, el Lada llegó a la semifinal de la Copa de Rusia 2002-03. El club no obtuvo la licencia de Primera División y por lo tanto fueron relegados a la Segunda División en 2007.
En marzo de 2010, el club fue excluido de la Segunda División, junto a otro equipo de Toliatti, el FC Togliatti. Para que la ciudad continuase teniendo un equipo que pudiese competir, los dos equipos se fusionaron en el FC Akademiya Togliatti. Sin embargo, el club actual y original Lada Toliatti fue refundado en 2012 y continuó compitiendo. No obstante, la cuestión del nombre del equipo original aún es motivo de controversia.

## Jugadores
Actualizado al 3 de septiembre de 2012, según RFS (enlace roto disponible en Internet Archive; véase el historial, la primera versión y la última)..

### Jugadores notables
Los siguientes son jugadores notables que jugaron en el Lada. Los jugadores en negrita fueron internacionales con sus países mientras jugaron con el Lada.
| - Vasili Zhupikov - Maksim Buznikin - Maksim Demenko - Yevgeni Kharlachyov - Aleksei Bakharev - Barsegh Kirakosyan - Alyaksandr Sulima - Vaso Sepashvili | - Andrei Miroshnichenko - Konstantin Pavlyuchenko - Maksim Shevchenko - Konstantīns Igošins - Nerijus Barasa - Rahmatullo Fuzailov - Charyar Mukhadov - Yevhen Drahunov | - Yuri Hudymenko - Volodymyr Savchenko - Aleksandr Khvostunov - Andrei Rezantsev - Gennadiy Sharipov - Maksim Shatskikh - Vladimir Shishelov |

## Palmarés
- Segunda División de Rusia - Zona Volga: 1999